# Anaïs Caradeux
Anaïs Caradeux (* 30. Juni 1990 in Aix-les-Bains) ist eine französische Freestyle-Skierin. Sie startet in der Disziplin Halfpipe.

## Werdegang
Caradeux startete im Januar 2006 in Les Contamines erstmals im Freestyle-Skiing-Weltcup und belegte dabei den ersten Platz. Bei ihren zweiten Weltcupauftritt im März 2006 wurde sie Sechste und gewann zum Saisonende den Halfpipe-Weltcup. Im folgenden Jahr holte sie bei den Juniorenweltmeisterschaften in Airolo die Bronzemedaille. Nach Platz zwei bei den New Zealand Freeski Open in Cardrona zu Beginn der Saison 2008/09, errang sie beim Weltcup in Park City den dritten Platz und bei den Freestyle-Skiing-Weltmeisterschaften 2009 in Inawashiro den fünften Platz. Zudem siegte sie bei den Aspen/Snowmass Open und beim Weltcup in La Plagne. Bei den US Freeskiing Open in Copper Mountain kam sie auf den zweiten und bei der Winter Dew Tour in North Star auf den dritten Platz. Die Saison beendete sie auf dem 14. Platz im Gesamtweltcup und auf dem zweiten Rang im Halfpipe-Weltcup. Zu Beginn der Saison 2009/10 gelang ihr wie im Vorjahr der zweite Platz bei den New Zealand Freeski Open. Im weiteren Saisonverlauf siegte sie bei den Aspen/Snowmass Open und holte bei den Winter-X-Games-Europe 2010 in Tignes die Bronzemedaille. In der folgenden Saison belegte sie bei den Winter-X-Games 2011 in Aspen den vierten Platz und bei den Freestyle-Skiing-Weltmeisterschaften 2011 in Park City den 12. Platz. Im März 2011 errang sie bei den European Freeski Open in Laax den zweiten und beim Weltcup in La Plagne den dritten Platz. Bei den Winter-X-Games-Europe 2011 gewann sie die Silbermedaille. In der Saison 2011/12 kam sie bei den Winter-X-Games 2012 auf den vierten Platz und gewann bei den Winter-X-Games-Europe 2012 die Bronzemedaille. Nach Platz zwei bei der Pipe Open Series in Copper Mountain zu Beginn der Saison 2012/13, wurde sie Achte bei den Winter-X-Games 2013 und siegte bei der SFR Tour in Tignes. Im März 2013 holte sie bei den Freestyle-Skiing-Weltmeisterschaften 2013 in Voss und bei den Winter-X-Games-Europe 2013 jeweils die Silbermedaille. In der Saison 2013/14 siegte sie bei den New Zealand Freeski Open in Cardrona und kam beim US Grand Prix in Park City und bei der SFR Tour in Tignes jeweils auf den dritten Platz. Bei den Winter-X-Games 2014 gelang ihr der sechste Platz und bei den Olympischen Winterspielen 2014 in Sotschi der 12. Platz. Im Dezember 2014 wurde sie Dritte bei der US Revolution Tour in Copper Mountain. Bei den Freestyle-Skiing-Weltmeisterschaften 2015 am Kreischberg kam sie auf den vierten Platz. In der Saison 2015/16 triumphierte sie bei der US Revolution Tour in Mammoth und errang bei den Aspen Snowmass Freeski Open den zweiten Platz. Im März 2017 erreichte sie bei den Freestyle-Skiing-Weltmeisterschaften in Sierra Nevada den 23. Platz.